# NAIOG
NAIOG (ang. nonaccelerating-inflation output gap, również non-accelerating-inflation output level based gap) – koncepcja określająca zależność pomiędzy wielkością luki PKB a poziomem inflacji.
Podstawą do jej opracowania było Prawo Okuna oraz zależność pomiędzy bezrobociem a inflacją, występujące zarówno w krótkim, jak i w długim okresie.
Zgodnie z tą koncepcją stopa inflacji wzrasta w okresie ożywienia gospodarczego i spada wraz z osłabieniem koniunktury gospodarczej.